# Аптовицер, Авигдор
Авигдор (Виктор) Аптовицер (идиш Avigdor Aptowitzer‎, ивр. אביגדור אפטוביצר‎; 16 марта 1871 — 5 декабря 1942) — еврейский ученый-талмудист, раввин.

## Биография
Родился в Тернополе в семье Моше Аарона и Тзерил Каснер. Его отец, который страдал от плохого состояния здоровья, был руководителем небольшой иешивы и едва сводил концы с концами. Авигдор выручал семью, давая уже с семилетнего возраста частные уроки ученикам. Семья была связана с чортковской хасидской династией; они также иногда ездили в гости к Ребе (священному раввину) Тернопольская области.
Наведываясь в Гусятин, Авигдор попал под влияние местного маскила (деятеля Гаскалы). Он начал изучать науку и постепенно перестал гостить у гусятинского ребе. 1896 году Аптовицер поехал в Черновицы, где учился, чтобы сдать экзамен на аттестат зрелости, который и сдал. Он зарабатывал на жизнь преподаванием математики. В 1899 году прошёл посвящение в раввины и обручился с Малкой Дурнбойм.
После помолвки Аптовицер отправился в Вену, чтобы учиться в университете, а также в училище по подготовке учителей иврита. Устроился на работу личным секретарем Авраама Эпштейна. В 1909 году по рекомендации Давида Миллера Аптовицера назначили преподавателем училища на замену Меира Фридмана, который умер. В 1918 году Соломон Шехтер пригласил его в Соединенные Штаты, но Аптовицер отклонил это предложение. Ученый Цви Перес Хаес назначил его учителем в Еврейской богословской семинарии, которую он основал. Аптовицер работал там преподавателем Талмуда, Библии, Мидраша и еврейской философии.
В 1924 году его пригласили на преподавательскую должность в Иерусалим, но он отклонил это предложение из-за болезни жены. В 1938 году, после того, как жена умерла, Аптовицер эмигрировал в Палестину, но на то время для него уже не было должности. В Израиле он занимался в основном редактированием своих статей для опубликования.
Умер 5 декабря 1942 года и похоронен на иерусалимском кладбище на Елеонской горе. В своем завещании он просил, чтобы на его надгробии лишь отметили, что он редактировал труды Раавьяха (Элиэзер бен Йоеля Галеви). Он также просил, чтобы его неопубликованные труды были сожжены. Всю свою жизнь он страдал от многих болезней и близорукости, а в последние годы жизни ослеп.
Аптовицер был ревностным иудеем, тщательно соблюдая традиции еврейского обычного права. Он принадлежал к сионистскому движению Мизрахи, а лекции в Вене читал на иврите.

## Творчество
Аптовицер был специалистом по широкому кругу вопросов иудаики, включая Талмуд, Библию, галахическую литературу, литературу агада, иудейский закон и еврейскую историю.
Его самый важный вклад — это издание доработки трудов Раавьяха (Элиэзер бен Йоеля Галеви), которое включает развернутое академическое вступление и многочисленные подробные примечания. Первые тома издало общество «Мекизе Нирдамим» в Берлине в 1912 году и в Иерусалиме в 1935 году. Другие самые известные его труды:
- Das Schriftwort in Der Rabbinischen Literatur"[4]
- Abhandlungen Zur Erinnerung an Hirsch Perez Chajes
- Mehkarim be-sifrut ha-Geonim (Исследования литературы Гаонім), Jerusalem, 1941
- BEITRÄGE ZUR MOSAISCHEN REZEPTION IM ARMENISCHEN RECHT. In Kommission bei A. Hölder, Wien, 1907
- The rewarding and punishing of animals and inanimate objects: On the Aggadic view of the world (1923)
- Observations on the criminal law of the Jews (1924)
- Kain und Abel in der Agada (1922)
- Parteipolitik der Hasmonäerzeit im rabbinischen und pseudoepigraphischen Schrifttum. Wien, 1927
- The Celestial Temple as Viewed in the Aggadah[5]

Кроме того, Аптовицер опубликовал более 350 статей на многих языках; его статьи появлялись почти в каждом сборнике по иудаике, которые выходили при его жизни.